# Symphonie no 6 d'Arnold
Pour les articles homonymes, voir Symphonie no 6.
 (février 2024).
Si vous disposez d'ouvrages ou d'articles de référence ou si vous connaissez des sites web de qualité traitant du thème abordé ici, merci de compléter l'article en donnant les références utiles à sa vérifiabilité et en les liant à la section « Notes et références ».
La Symphonie no 6, Op. 95 de Malcolm Arnold est une symphonie écrite en 1967. La création a eu lieu le 28 juin 1968 à Sheffield, l'auteur dirigeant l'Orchestre philharmonique de la BBC. Arnold a aussi dirigé l'Orchestre philharmonique royal lors du concert du 4 septembre 1969 au Royal Albert Hall à Londres. Au cours de ce même concert a aussi été créé le Concerto for Group and Orchestra avec le groupe Deep Purple.

## Structure
L'œuvre comprend trois mouvements :
1. Energico
2. Lento - Allegretto
3. Con fuoco

## Orchestration
L'orchestration comprend
| Instrumentation de la sixième symphonie                                       |
| Cordes                                                                        |
| premiers violons, seconds violons, altos, violoncelles, contrebasses, 1 harpe |
| Bois                                                                          |
| 3 flûtes, 2 hautbois, 2 clarinettes, 2 bassons                                |
| Cuivres                                                                       |
| 4 cors, 3 trompettes, 3 trombones, 1 tuba                                     |
| Percussions                                                                   |
| timbales, 3 percussionnistes                                                  |

## Enregistrements
- 1993 Vernon Handley et l'Orchestre philharmonique royal chez Conifer Records 74321-16847-2 (réédition Decca 4765337) ()
- 1995 Richard Hickox et l'Orchestre symphonique de Londres chez Chandos Records CHAN 9385 ()
- 2001 Andrew Penny et l'Orchestre symphonique de la radio-télévision irlandaise chez Naxos 8.552000 ()
- 2002  Malcolm Arnold et l'Orchestre philharmonique royal chez EMI DVD-A and SACD only (enregistrement public en 1969, jumelé avec le concerto de Jon Lord/Deep Purple)
- 2006 Vernon Handley et l'Orchestre philharmonique de Londres chez LPO Live 0013 () (enregistrement public en 2004)